# Handroanthus heptaphyllus

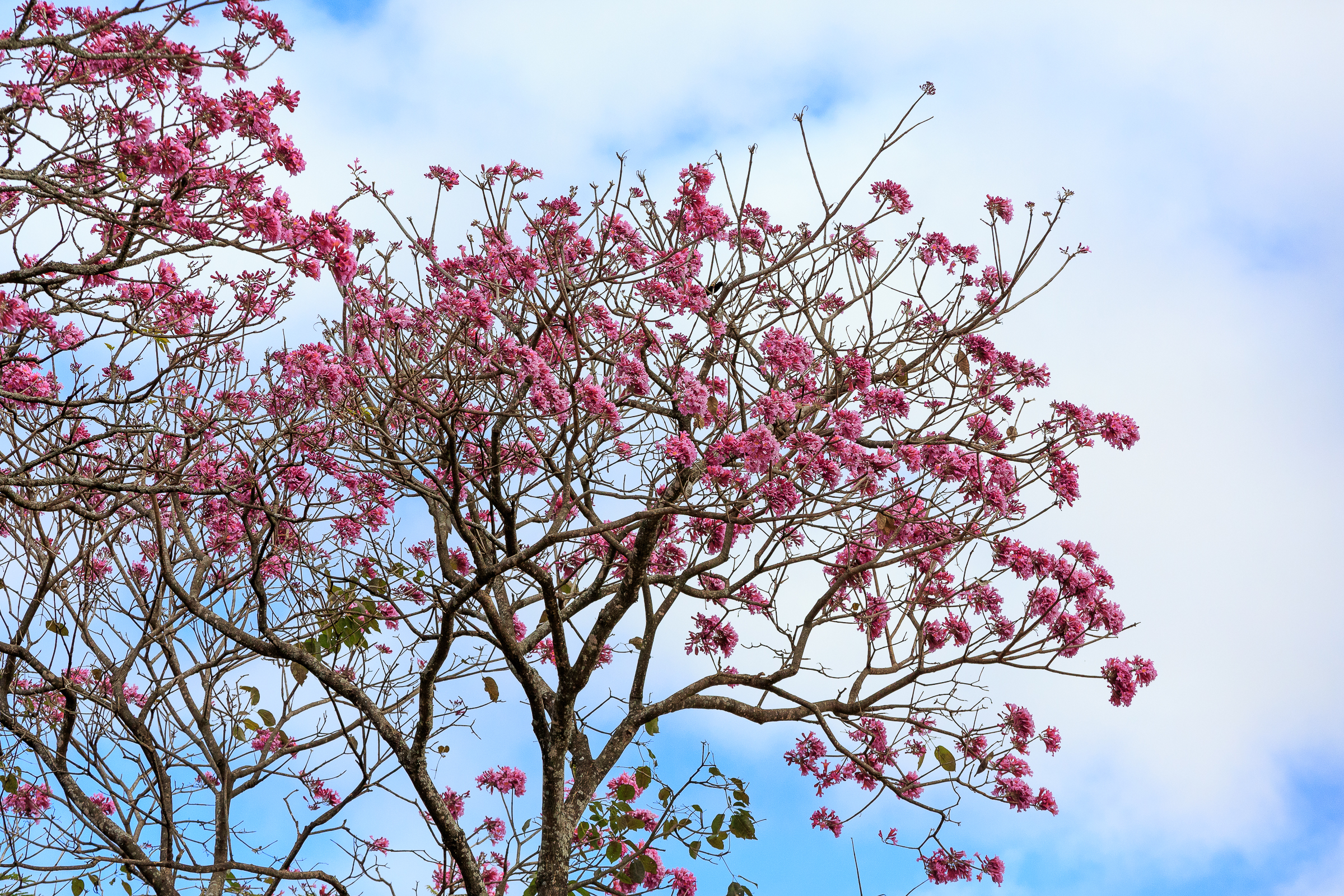
Ipê-rosa

O ipê-rosa (Handroanthus heptaphyllus (Vell.) Mattos) é uma árvore sul-americana da família das Bignoniaceae.
Há vários Handroanthus conhecidos como ipê-rosa.
De crescimento rápido em regiões livres de geada (em dois anos ela atinge 3,5 metros), pode atingir até 35 m. Floresce abundantemente de junho a agosto, e prefere climas mais quentes, porém num inverno seco e ameno, ela oferece também uma abundante florada no início da primavera. Ideal para áreas isoladas, ou paisagismo de grandes avenidas, o ipê-rosa prefere solos férteis e bem drenados. É largamente empregada no paisagismo em geral por apresentar belíssimas inflorescências de cor rosa. É uma espécie recomendada para recuperação de ecossistemas degradados, sendo considerada promissora para revegetação de áreas contaminadas com metais pesados.

## Características
O ipê-rosa é uma árvore nativa da América do Sul, distribuída entre o México e o Norte da Argentina, por conseguinte às regiões tropicais e subtropicais.
Suas flores duram de maio a agosto. As suas numerosas flores são recortadas e na forma de sino.
A sua madeira é valorizada. É uma espécie conspícua e famosa, com uma longa história de uso humano, como medicamento é utilizada na medicina alternativa. O ipê contem potássio, cálcio, ferro, bário, estrôncio e iodo. Contém também uma potente substância antibiótica. Possuindo vários nomes populares, ipê-comum, ipê-reto, ipê-rosa, ipê-roxo da mata (não confundir com Handroanthus impetiginosus) e pau d'arco-roxo. A madeira às vezes é comercializada como "pau-brasil".

## Ocorrência
O ipê-rosa é encontrado na Mata Atlântica da Argentina, Bolívia, Brasil e Paraguai. Nos climas tropical úmido e subúmido, tropical com inverno seco, subtropical de inverno seco e subtropical com verão quente. Temperaturas variando de 18 a 26 °C.

## Características
O ipê-rosa tem o caule do tipo tronco, chegando a mais de 30 m de altura e 90 cm de diâmetro. Folhas de coloração verde-escura, compostas, de distribuição oposta, medindo 6x10 cm. A margem é serreada, há um pecíolo longo, liso e cilíndrico e a venação é nítida, do tipo peninérvea.
As flores estão agrupadas em inflorescências do tipo corimbo, medindo de 5 a 8 cm, com corola 5-mera, de coloração rosa, zigomorfa, gamopétala. O cálice é do tipo cupular, 5-mero, verde e gamossépalo. Existem quatro estames, didínamos, duas anteras e um disco nectarífero. O ovário é súpero, bicarpelar, bilocular.

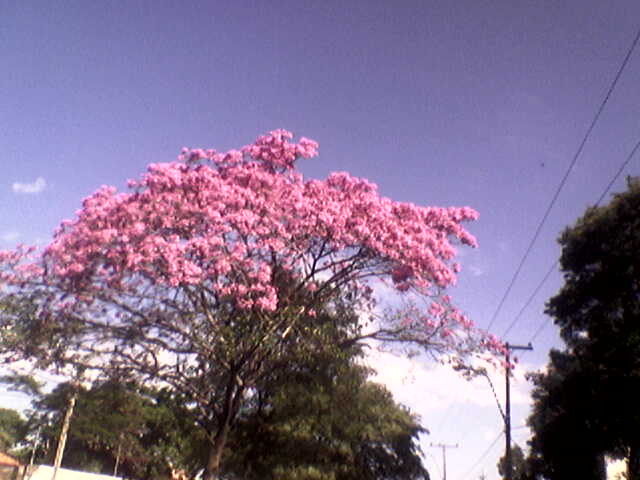
Ipê-rosa no Paraguai

A floração ocorre de junho a setembro e a polinização é realizada por abelhas e pássaros. Os frutos medem até 50 cm, são pretos, secos e deiscentes, do tipo síliqua. A dispersão é realizada através do vento, as sementes medem de 2,5 a 3 cm de comprimento e são aladas.